# فرچه‌پایای هلالی
فرچه‌پایای هلالی (نام علمی: Phyciodes phaon) نام یک گونه از زیرخانواده فرچه‌پایان نیمفالینا است.